# 弘徽殿女御
弘徽殿女御（こきでんのにょうご）は、物語に登場する、本名のわからない架空の皇妃の便宜上の名称。代表的な例として、『源氏物語』に登場する人物が2人いる。
1. 桐壺帝の妃、朱雀帝の母。後述。
2. 冷泉帝の妃。内大臣（頭中将）の娘で、母は桐壺帝の右大臣の四の君。1の姪に当たる。

弘徽殿女御（こきでんのにょうご）は、紫式部が著した小説『源氏物語』に登場する架空の人物である。後に弘徽殿大后（こきでんのおおきさき）と称する。
右大臣の娘で、年下の桐壺帝がまだ東宮であった頃入内した最初の妃。第一皇子（東宮、後の朱雀帝）と皇女二人（いずれも朱雀帝の姉で、一品宮と斎院）をもうける。後宮で最も格の高い弘徽殿に住まい権勢を誇ったが、桐壺帝の寵愛を桐壺更衣に奪われたことで、更衣の死後も忘れ形見である光源氏を激しく憎んだ。とりわけ、東宮の妃にと希望していた葵の上と妹朧月夜の二人を源氏に奪われたことに憤り、葵の上の死後に右大臣が朧月夜と源氏を結婚させようとした時も、猛反対して許さなかった。
桐壺更衣に生き写しの藤壺に対しても、源氏が藤壺に懐いたこともあって強い敵愾心を抱く。
後に藤壺が皇子（後の冷泉帝、実は源氏の子）を産んで藤壺が天皇の妻后として立后する際、世間から「東宮の御母として二十余年におなりの女御（弘徽殿女御）」（「紅葉賀」）を差し置いて藤壺が后(皇后)に立つ事に動揺している。二十余年で即位した天皇の母の中で、天皇(配偶者)の后として立后していないのは仁明天皇の女御藤原順子だけである。朱雀帝が即位すると皇太后となる（以後弘徽殿大后）。
その後尚侍となった朧月夜と源氏の関係が発覚したことで、源氏の失脚を謀り須磨への追放に成功したが、父太政大臣（元右大臣）の死去、また自らの病で力を失い、朱雀帝の源氏召還を止めることができなかった。「少女」で源氏と冷泉帝の見舞いを受け、かつての仕打ちを後悔しつつも、その後もたびたび我がままを言って朱雀院を困らせたと述べられている。その後は「初音」で名前のみ登場するのを最後に、「若菜上」で既に故人であることが告げられた。
権門出身で気が強く、その激しさは藤壺中宮の母后が桐壺帝からの入内要請に恐れをなしたほどだったが、それだけ重々しい存在感を示す女性である。特に皇太后となってからは、帝の母后（国母）として絶大な権力を振るった。主人公源氏の政敵の中でも、とりわけ源氏を苦しめる悪役と見られがちだが、物語当時の後宮や摂関家のありかたを示す典型的人物でもある。
なお、経歴が仁明天皇の女御(後に皇太后)藤原順子、一条天皇の皇后藤原定子に類似していることから、これをモデルとすると言われている。